# بروكهافن (جورجيا)
بروكهافن (بالإنجليزية: Brookhaven, Georgia)‏ هي مدينة تقع في مقاطعة ديكالب بولاية جورجيا في الولايات المتحدة. تبلغ مساحة هذه المدينة (كم²)، وترتفع عن سطح البحر م، بلغ عدد سكانها 49000 نسمة في عام 2010 حسب إحصاء مكتب تعداد الولايات المتحدة.

## وصلات خارجية
- http://brookhavenga.gov
- Cities & Counties - Georgia.gov